# Benjamin Alvin Drew
Benjamin Alvin Drew (*5. listopadu 1962 ve Washingtonu) je americký důstojník, pilot a kosmonaut. Ve vesmíru byl dvakrát.

## Život

### Studium a zaměstnání
Absolvoval střední školu Gonzaga College High School v rodném Washingtonu (1980) a nastoupil na leteckou akademii United States Air Force Academy v Colorado Springs se zaměřením na fyziku a astronomii. Akademii zakončil v roce 1984 a stal se letcem.
O řadu let později pokračoval ve studiu astronomie na Embry–Riddle Aeronautical University v Daytona Beach na Floridě. Studia ukončil v roce 1995.
V letech 2000 až 2002 absolvoval výcvik budoucích kosmonautů v Houstonu, poté byl zařazen do tamní jednotky astronautů NASA.
Zůstal svobodný.

### Lety do vesmíru
Na oběžnou dráhu se v raketoplánu dostal dvakrát ve funkci letový specialista, pracoval na orbitální stanici ISS, strávil ve vesmíru 25 dní a 13 hodin. Absolvoval též dva výstupy do volného vesmíru (EVA) v celkové délce 12 hodin a 48 minut. Byl 460 člověkem ve vesmíru.
- STS-118 Endeavour (8. srpna 2007 – 21. srpna 2007)
- STS-133 Discovery (24. února 2011 – 9. března 2011)